# Jarzé
Jarzé é uma ex-comuna francesa na região administrativa da Pays de la Loire, no departamento de Maine-et-Loire. Estendeu-se por uma área de 33,12 km². Em 2010 a comuna tinha 2 774 habitantes (densidade: 83,8 hab./km²).
Em 1 de janeiro de 2016 foi fundida com as comunas de Beauvau, Chaumont-d'Anjou e Lué-en-Baugeois para a criação da nova comuna de Jarzé-Villages.